# Paulin Dvor-i mészárlás
A Paulin Dvor-i mészárlás (horvátul: pokolj u Paulin Dvoru) egy tömeggyilkosság volt, melyet a Horvát Hadsereg (HV) katonái követtek el az Eszék városa közelében fekvő Paulin Dvor faluban, 1991. december 11-én a horvátországi háború idején. A tizenkilenc áldozat közül tizennyolc szerb, egy pedig magyar állampolgár volt. Az áldozatok, nyolc nő és tizenegy férfi életkora 41 és 85 év között volt. A gyilkosságokban való szerepvállalásuk miatt két volt horvát katonát ítéltek el 15, illetve 11 év börtönbüntetésre. 2010 novemberében Ivo Josipović horvát elnök megkoszorúzta a mészárlás áldozatainak temetőjét, és hivatalosan is bocsánatot kért a gyilkosságokért.

## Előzmények
1990-ben, a horvát szocialistáknak a horvátországi parlamenti választás során elszenvedett veresége után az etnikai feszültségek tovább fokozódtak. Az ellenállás minimalizálása érdekében a Jugoszláv Néphadsereg (Jugoslovenska Narodna Armija - JNA) elkobozta Horvát Területvédelmi Erők fegyvereit. Augusztus 17-én a feszültség a horvátországi szerbek nyílt lázadásává fajult, mely döntően a dalmát hátország Knin környéki, valamint Lika, Kordun, Banovina és Kelet-Horvátország túlnyomóan szerbek lakta területeire koncentrálódott. Ezek a szerbek lakta területek a későbbiekben Krajinai Szerb Autonóm Terület (SAO Krajina) nevet kaptak. Miután a JNA Slobodan Milošević szerb elnök irányítása alá került, Milošević Jugoszlávia megőrzése helyett inkább a Szerbia területi gyarapítására irányuló erőfeszítéseket részesítette előnyben, és nyilvánosan azzal fenyegetőzött, hogy a JNA-t a szerb hadsereggel váltja fel, és kijelentette, hogy már nem ismeri el a szövetségi elnökség tekintélyét.
A JNA egyre nagyobb mértékben támogatta a horvátországi szerb felkelőket, és megakadályozta, hogy horvát rendőrség a konfliktusba beavatkozzon.
Miután Krajina bejelentette integrációs szándékát Szerbiával, Horvátország kormánya ezt lázadásnak nyilvánította. Ez a konfliktus 1991 márciusára horvát függetlenségi háborúig fajult. 1991 júniusában Horvátország kikiáltotta függetlenségét, mellyel Jugoszlávia felbomlott. Három hónapos moratórium következett,, amely után a határozat október 8-án lépett hatályba.
Paulin Dvor falunak a háború előtt 168 lakosa volt, akik közül 147-en voltak szerbek. A falu lakóiról ismert volt, hogy támogatták a zágrábi horvát hatóságokat.

## A gyilkosságok
1991. december 11-én éjjel horvát csapatok vonultak be a faluba. Egy Andrija Bukvić nevű helyi férfi házában tizenkilenc személyt, tizennyolc szerb és egy magyar állampolgárt vettek őrizetbe. A falu 168 lakosának nagy része addigra már elmenekült. A tizenkilenc áldozatot azért vették őrizetbe, mert nem horvát származásúak voltak. A rendőrség nyomozói szerint a csapatok feldühödtek, miután a közeli faluban egy szerb mesterlövész megölt egy horvát katonát. Állítólag tíz horvát katona berontott a Bukvić-házba, és mielőtt lerombolta volna a házat meggyilkolta az összes ott fogvatartott személyt. Az áldozatok belehaltak a lőtt sebekbe és a rájuk hajított kézigránátok által okozott sérülésekbe. Ezt követően a gyilkosságok helyszínéről tizenhét holttestet szállítottak el. Csak Dara Vujanović holtteste maradt ott, akinek fejbőrét eltávolították. Az áldozatok, nyolc nő és tizenegy férfi életkora 41 és 85 év között volt.

## Következmények
A mészárlás áldozatait először a Csepin melletti Laskó területén egy katonai raktár közelében temették el. Paulin Dvor falu és környékét nem sokkal később a JNA alakulatai és szerb félkatonai csoportok foglalták el. A terület horvát ellenőrzésen kívül maradt egészen addig, amíg 1998 januárjában békésen vissza nem integrálták az országba. A lemészárolt falubeliek maradványait 1997-ben áthelyezték a Gospić melletti Rizvanuša faluba, és 2002. május 13-ig ott is maradtak, amikor a volt Jugoszláviával foglalkozó Nemzetközi Büntetőtörvényszék (ICTY) nyomozói exhumálták őket.
2005-ben a Horvát Legfelsőbb Bíróság tizenöt év börtönbüntetésre ítélte Nikola Ivanković volt katonát, aki a HV 130. dandárjában szolgált, míg 2012 májusában az Eszéki Kerületi Bíróság tizenegy év börtönbüntetésre ítélte Enes Vitesković volt horvát katonát tizennyolc ember halálában játszott szerepéért.
2010 novemberében az akkori horvát elnök Ivo Josipović koszorút helyezett el a mészárlás áldozatainak temetőjében. Azt mondta, „azok, akik az áldozatok után hátramaradtak, megérdemlik a bocsánatkérést” és kijelentette, hogy „a bűncselekménynek nincs igazolása; a bosszú nem igazolható bűncselekménnyel”. A koszorúzásra közvetlenül azután került sor, hogy Szerbia elnöke Boris Tadić Vukovárban tett látogatást, hogy megemlékezzen az 1991-es vukovári mészárlás horvát áldozatairól. A horvát közvélemény egy része a két látogatást a megbékélési folyamat kulcsának tekintette, míg egy másik része elítélte Josipović mondatait, mint a vukovári mészárlás lekicsinylésére tett kísérletet és a háború alatt elkövetett bűnök relativizálását.

## Fordítás
Ez a szócikk részben vagy egészben  a   Paulin Dvor massacre című angol Wikipédia-szócikk ezen változatának fordításán alapul.  Az eredeti cikk szerkesztőit annak laptörténete sorolja fel. Ez a jelzés csupán a megfogalmazás eredetét és a szerzői jogokat jelzi, nem szolgál a cikkben szereplő információk forrásmegjelöléseként.